# Neal Wood
Neal Wood (ur. 28 marca 1971) – brytyjski kolarz BMX, srebrny medalista mistrzostw świata. 

## Kariera
Największy sukces w karierze Neal Wood osiągnął w 1997 roku, kiedy zdobył srebrny w kategorii cruiser podczas mistrzostw świata w Saskatoon. W zawodach tych wyprzedził go jedynie Francuz Christophe Lévêque, a trzecie miejsce zajął kolejny Brytyjczyk - Dale Holmes. Na tych samych mistrzostwach rywalizację w kategorii elite zakończył na siódmej pozycji. W 2001 roku wystartował na mistrzostwach świata w Louisville, zajmując piąte miejsce w cruiserze.